# Rie Muytjens
Rie Muytjens was een Nederlands schoonspringster. Ze was in de oorlogsjaren vijfvoudig Nederlands kampioen op de 3 meter plank.

## Biografie
Muytjens behaalde eind 1939 bij zwemkampioenschappen van de ADZ, waar ze lid van was, haar eerste belangrijke overwinning. De toenmalige Nederlands kampioene Jopie van Engelen wist zich niet te plaatsen, waarna Muytjens won, voor de andere gerenommeerde schoonspringsters Rie Drenth en Gré de Hooge. In de vijf jaren erna wist Muytjens jaar na jaar de nationale titel op te eisen. Haar laatste aansprekende resultaat was de tweede plek op het NK van 1946.
Ze werd in haar hoogtij-jaren gecoacht door Pa Bosch, met wie ze later regelmatig in de clinch lag. Dit werd duidelijk bij een wedstrijd in 1950, toen Muytjens er als jurylid en coach van Coby Floor bij was: ze hadden meningsverschillen over de beoordeling van een sprong van Floor en dit leidde tot een heftige ruzie.

## Erelijst
Nederlands kampioen: 1940, 1941, 1942, 1943, 1944.